# Clint Howard
Clint Howard, född 20 april 1959 i Burbank, Kalifornien, är en amerikansk skådespelare.
Howard har bland annat medverkat i Filmen om Nalle Puh, Drömmarnas horisont, Katten i hatten och Grinchen - julen är stulen.
Han är yngre bror till regissören Ron Howard.